# Canela Devoto
Canela Devoto (Buenos Aires, 21 de abril de 1995) es una jugadora argentino-peruana de hockey sobre césped, integrante de la Selección de Perú "Las Guerreras" jugando alternativamente en las posiciones de mediocampista o delantera. De madre peruana y padre argentino, Canela decidió aceptar la invitación a integrar el equipo peruano al ver sus posibilidades debido a su alto nivel de competitividad. 
Cursó sus estudios en el Colegio Técnico de Química N° 27 (mismo colegio del cual es egresado el Papa Francisco). 
Apasionada por el hockey, comenzó a jugar en el Club San Martín, pasando luego por Banco Nación para finalmente llegar a Hurling, club en el cual se desempeña actualmente como delantera.

## Carrera deportiva
Se inició en el club San Martín, y desde octava pasó a jugar a Banco Nación, en el año 2012 salió goleadora del torneo con 56 tantos. Actualmente juega para el club Hurling. 
Debutó en Las Guerreras en el 2014, cuando disputó la Liga Mundial, su primer torneo internacional. 
Participó en octubre del 2015 de la Panam Challenge (Copa Panamericana) donde obtuvo la medalla de Bronce.

### Participaciones en la World League
| Año               | Sede   | Resultado | Partidos | Goles |
| ----------------- | ------ | --------- | -------- | ----- |
| World League 2014 | México | 3         | 3        | 2     |

- Datos: Q18145397
- Multimedia: Canela Devoto / Q18145397